# Vichte
Vichte é uma vila e deelgemeente do município belga de Anzegem, província de Flandres Ocidental. Em 2005, tinha 4.347 habitantes numa área de 4,62 km². Até ao final de 1976 foi município próprio, tendo perdido esse direito em 1 de Janeiro de 1977, data em que foi anexado ao de Anzegem.

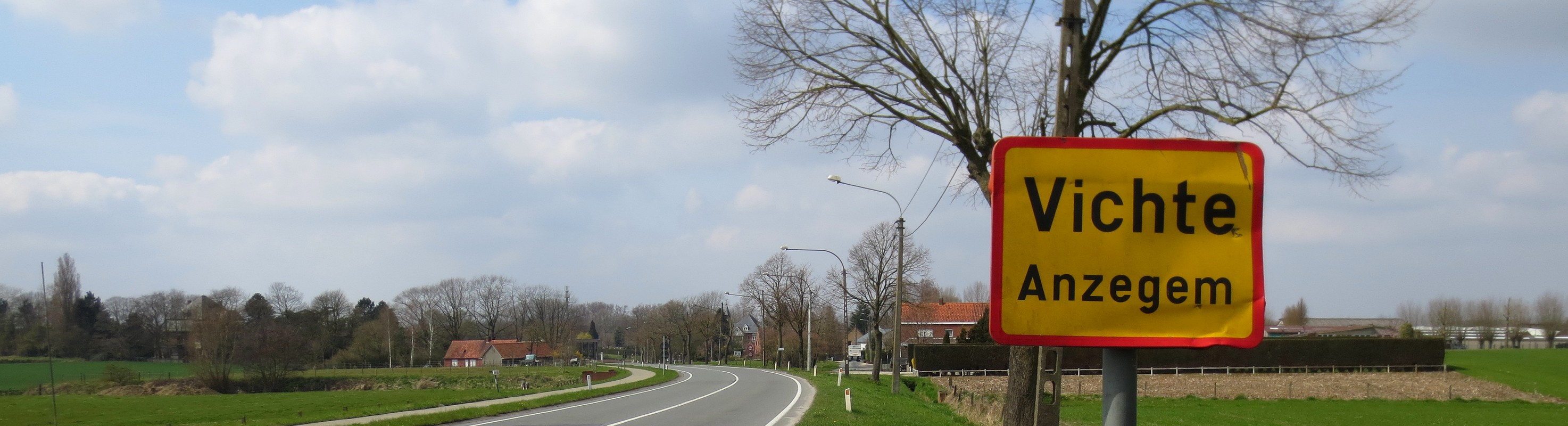
Vichte